# Johan Lillieström
Johan Lillieström, före adlandet 1636 Ahusen, född 6 mars 1597, död 5 mars 1657, var en svensk statsman.

## Biografi
Johan Lillieström föddes som son till rådmannen Nikodelmus Ahusen och hans hustru Kristina Jakobsdotter. Efter studier i Uppsala begav han sig 1614 till Tyskland, där han vistades i tio är vid landets förnämsta högskolor och återvände med ovanliga kunskaper till Sverige för att inträda på ämbetsmannabanan. Axel Oxenstierna, som med vanlig klarsynthet genast märkte den unge mannens stora förmåga, tog honom först till sin egen sekreterare och använde honom i en mängd mindre beskickningar, vilka alla han utförde med stor skicklighet. Lillieström tjänstgjorde 1634 som krigskommissarie vid den i Schlesien under Torsten Stålhandske stående hären och var 1635 svensk kommissarie vid underhandlingarna med Polen-Litauen, varigenom fördraget i Stuhmsdorf åstadkoms. Han adlades 1636 med Lillieström, och utnämndes samma år till statssekreterare och assistensråd i Pommern, och intog efter fredsslutet 1648 en plats i styrelsen som regeringsråd. Följande året kallades han till vice president och direktör i pommerska statskansliet och blev slutligen president i Pommerns regering och hovrätt 1655.
År 1648 sålde Mårten Drost Björkborns bruk till Johan Lillieström, som även förvärvade Bofors hammare.
Johan Lillieström var sedan 1632 gift med Regina Elisabet Hagemeister.